# Deinotherium
Deinotherium (Dinoteriul) însemnând în grecește animalul (therion) îngrozitor (deinos) a fost unul din cele mai mari mamifere care au existat vreodată, fiind înrudit cu elefantul de astăzi, fără să aparțină însă aceleiași linii de evoluția proboscidienilor. A apărut în Africa în Miocenul mijlociu, răspândindu-se în Asia și Europa, și a dispărut în Pleistocenul timpuriu. Înălțimea sa varia între 3,5 și 5 m. Caracteristici sunt colții foarte mari îndreptați în jos și fixați pe maxilarul inferior, spre deosebire de cei ai elefanților de astăzi.

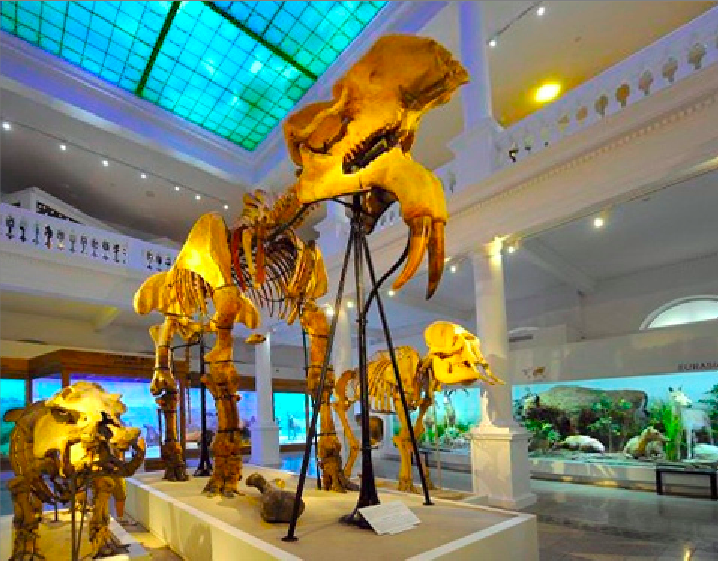
Dinoteriul fosil de la Muzeul Antipa din București.

Există trei specii recunoscute, toate de mari dimensiuni: Deinotherium bozasi, Deinotherium giganetum și Deinotherium indicum. Deinotherium giganteum este cea mai mare specie, fiind specia caracteristică continentului european. Majoritatea fosilelor sale au fost găsite în zona Mării Mediterane, în special în Franța, Grecia, Malta, Turcia, dar și în Germania. Cele mai recente fosile ale sale au fost găsite în România. Deinotherium indicum este specia asiatică a dinoteriului și era întâlnit în Subcontinentul Indian. Se distinge de celelalte specii prin dentiția sa mai robustă. Cele mai recente fosile aparținând acestei specii au fost descoperite în India și Pakistan. Deinotherium bozasi este specia africană a dinoteriului, fiind întâlnit pe aproape tot continentul, mai ales în estul Africii. Craniul său este mai lung și mai îngust, iar simfiza mandibulară este mai scurtă decât la celelalte două specii. Spre deosebire de Deinotherium giganteum si Deinotherium indicum care au dispărut mai devreme, Deinotherium bozasi a supraviețuit în savanele africane până în Pleistocenul timpuriu. Cele mai recente fosile aparținând lui Deinotherium bozasi au fost găsite în Kenya.

## Deinotherium pe teritoriul României de azi
Unicul schelet complet de Deinotherium giganteum din întreaga lume a fost descoperit în România, în anul 1894, de către geologul Grigoriu Ștefănescu, în apropiere de localitatea Mânzați, județul Vaslui. Scheletul acestui dinoteriu (cum scriau în mod curent Grigore Antipa sau Emil Racoviță), cu o înățime de 4,50 m, este expus la muzeul Grigore Antipa din București. 
În anul 2015, paleontologii bârlădeni și cei ieșeni au găsit în malul unui drum comunal de la ieșirea din localitatea vasluiană Gherghești fragmente de fildeș, femur, tibie și centura pelviană din specia Deinotherium giganteum, care a trăit în epoca Miocenului Superior.
Animalul avea peste patru metri înălțime și aproximativ 3,5-4 metri lungime.